# Lasiocercis bigibba
Lasiocercis bigibba là một loài bọ cánh cứng trong họ Cerambycidae.